# 维什 (下莱茵省)
维什（法語：Wisches，法語發音：[viʃ]）是法国下莱茵省的一个市镇，属于莫尔塞姆区。

## 地理
维什（48°30'32"N, 7°16'7"E）面积19.25 平方千米，位于法国大東部大區下莱茵省，该省份为法国大陆部分最东部的省份，是阿尔萨斯的一部分，今与上莱茵省组成了阿尔萨斯欧洲集体，其南至上莱茵省，西南接孚日省和默尔特-摩泽尔省，西接摩泽尔省，北与德国接壤。
与维什接壤的市镇（或旧市镇、城区）包括：希尔梅克、圣基兰、蒂尔克斯坦-布朗克吕、格朗方丹、吕策卢斯、布吕克河畔米尔巴克、吕斯。

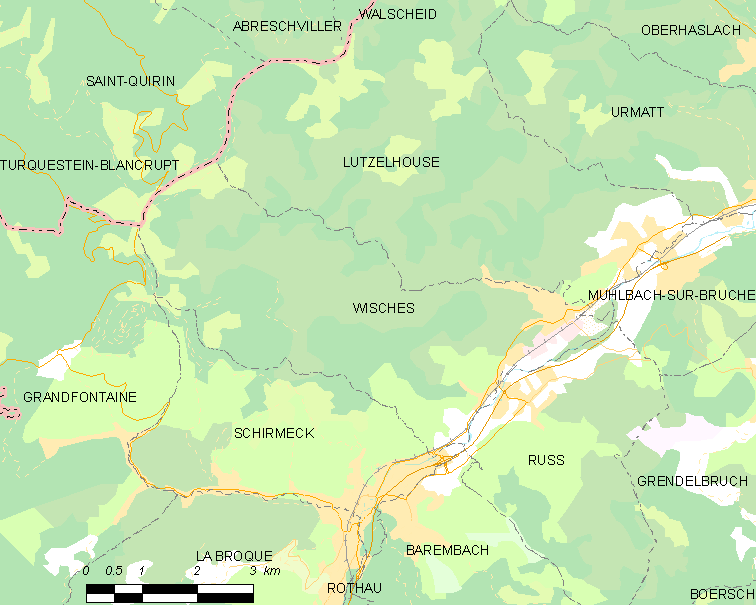
的OSM定位图

维什的时区为UTC+01:00、UTC+02:00（夏令时）。

## 行政
维什的邮政编码为67130，INSEE市镇编码为67543。

## 政治
维什所属的省级选区为米齐格县。

## 人口

1962-2008年间人口变化图示

维什于2022年1月1日时的人口数量为2061人。